# دامینیک گارد
دامینیک گارد (انگلیسی: Dominic Guard؛ زادهٔ ۱۸ ژوئن ۱۹۵۶) هنرپیشه، نویسنده و روان‌شناس اهل بریتانیا است.
از فیلم‌هایی که وی در آن نقش داشته است می‌توان به ارباب حلقه‌ها، واسطه و آلیس اشاره کرد.